# Abdita
Abdita (arab. ابديتا) – miejscowość w Syrii, w muhafazie Idlib. W 2004 roku liczyła 1440 mieszkańców.